# Бурк-Ашар
Бурк-Ашар (фр. Bourg-Achard) — коммуна на севере Франции, регион Нормандия, департамент Эр, округ Берне, центр одноименного кантона. Расположена в 33 км к юго-западу от Руана и в 53 км к северо-западу от Эврё. Через территорию города проходит автомагистраль А13 "Нормандия".
Население (2018) — 3 945 человек.

## Достопримечательности
- Церковь Сен-Ло XIV-XVI веков
- Здание мэрии XIX века

## Экономика
Структура занятости населения:
- сельское хозяйство — 0,3 %
- промышленность — 2,8 %
- строительство — 8,3 %
- торговля, транспорт и сфера услуг — 53,3 %
- государственные и муниципальные службы — 35,3 %

Уровень безработицы (2017) — 9,6 % (Франция в целом — 13,4 %, департамент Эр — 13,4 %). 

Среднегодовой доход на 1 человека, евро (2018) — 22 620 (Франция в целом — 21 730, департамент Эр — 21 700).

## Демография
Динамика численности населения, чел.

## Администрация
Пост мэра Бурк-Ашара с 2020 года занимает Жозетт Симон (Josette Simon). На муниципальных выборах 2020 года возглавляемый ею независимый список победил в 1-м туре, получив 52,40 % голосов.
| Период | Период | Фамилия       | Партия                         | Примечания                                            |
| ------ | ------ | ------------- | ------------------------------ | ----------------------------------------------------- |
| 1983   | 2014   | Клод Юрабьель | Союз за французскую демократию | врач, вице-президент Генерального совета департамента |
| 2014   | 2020   | Жан-Пьер Дени | Разные правые                  | пенсионер                                             |
| 2020   |        | Жозетт Симон  |                                | секретарь прихода                                     |

## Города-побратимы
- Шёнвальд, Германия

## Галерея
- Церковь Сен-Ло

1. 1 2  база данных о французских коммунах — Национальный географический институт Франции, 2015.